# Lekárovce
Lekárovce (węg. Lakárd) – wieś (obec) na Słowacji, w kraju koszyckim w powiecie Sobrance. Położona jest tuż przy granicy z Ukrainą.
Wzmiankowana po raz pierwszy w 1365 jako Lekardhaza. W kolejnych stuleciach wielokrotnie zmieniała nazwę: 1404 Lakarch, 1427 Lakardfalva, 1437 Lakar, 1451 Lakard, 1469 Lekár, 1499 Lakard, 1504 Lakaarth, 1599 Lakarth. Następnie ustaliła się nazwa Lakárd, choć czasem pojawiały się także inne (m.in. Lakarty w 1808).
Przez całe wieki leżała w granicach Węgier, w historycznym komitacie Ung. W 1920 po traktacie w Trianon przyłączono ją do Czechosłowacji (narodowościowo przeważali Słowacy). Do 1939 nosiła nazwę Lekart, po powrocie do Węgier przywrócono historyczną nazwę Lakárd (1939-1945), aby od 1948 przyjąć dzisiejszą nazwę pochodzącą od słowackiego słowa „lekár” (lekarz), występującą już w przeszłości.
W listopadzie 1944 miejscowość została zajęta przez Armię Czerwoną, a w 1945 wraz z pozostałą częścią Rusi Zakarpackiej przyłączona do ZSRR. Po petycjach i protestach mieszkańców w 1946 po raz kolejny zmieniono granicę i wieś wraz z okolicznym niezamieszkanym terenem ponownie znalazła się w Czechosłowacji (jako jedyna z obszaru, który rok wcześniej anektowało państwo radzieckie). Czechosłowacja zmuszona była w zamian oddać ZSRR znacznie większy rejon wokół Czop, wraz z samym miastem.
Obecnie (2011) w Lekárovcach mieszka 959 osób.